# Vince Staples
Vince Staples, właściwie Vincent Jamal Staples (ur. 2 lipca 1993 w Compton, Kalifornia) – amerykański raper i wokalista. Współpracował z grupą muzyczną Odd Future i raperami takimi jak Earl Sweatshirt. Aktualnie związany jest z wytwórnią Motown i Blacksmith Records.

## Wczesne lata
Vincent Jamal Staples urodził się w mieście Compton, w stanie Kalifornia. Ze względu na duży współczynnik przestępczości w Compton, jego matka zdecydowała przeprowadzić się do North Long Beach w Kalifornii. Staples jest najmłodszym z rodzeństwa, ma trzech braci i dwie siostry.
Jamal uczęszczał do Optimal Christian Academy, zaczynając od 4 klasy. W czasach licealnych matka Staplesa wysłała go do Atlanty w celu opieki nad jedną z jego sióstr. W nowym mieście uczęszczał do szkoły przez sześć miesięcy. Po powrocie do Kalifornii raper uczęszczał do innych szkół średnich: Jordan High School w Long Beach, Mayfair High School w Lakewood, Esperanza High School w Anaheim i Kennedy High School w mieście La Palma.
Staples otwarcie wypowiadał się o swoim zaangażowaniu w gangi uliczne gdy był dzieckiem.
Dorastając, brał udział w sporcie, gdy tylko miał okazję. Grał w lidze Snoop Dogga, Snoop Youth Football League (SYFL). Staples stwierdził: „Snoop naprawdę zrobił to, co było wielkie, mamy nasze imiona na naszych koszulkach, mieliśmy najlepsze korki, najlepsze kaski, wiedziałeś, że Snoop Dogg naprawdę kocha futbol amerykański”.

## Dyskografia
Albumy
| Tytuł                      | Szczegóły albumu                                                                                            |
| -------------------------- | --- |
| Summer Time '06            | - Data wydania: 30 czerwca, 2015 - Wytwórnia: Def Jam - Gatunek: hip-hop                                    |
| Big Fish Theory            | - Data wydania: 23 czerwca, 2017 - Wytwórnia: Blacksmith Records, Def Jam - Gatunek: hip-hop, elektroniczna |
| FM!                        | - Data wydania: 2 listopada, 2018 - Wytwórnia: Blacksmith Records, Def Jam - Gatunek: hip-hop               |
| Vince Staples              | - Data wydania: 9 lipca, 2021 - Wytwórnia: Motown Records, Blacksmith Records - Gatunek: rap                |
| Ramona Park Broke My Heart | - Data wydania: 8 kwietnia, 2022 - Wytwórnia: Motown Records - Gatunek: rap                                 |
| Dark Times                 | - Data wydania: 24 maja, 2024 - Wytwórnia: Blacksmith Records - Gatunek: rap                                |